# Rhodoleptus umbrosus
Rhodoleptus umbrosus är en skalbaggsart som beskrevs av Chemsak och Linsley 1982. Rhodoleptus umbrosus ingår i släktet Rhodoleptus och familjen långhorningar. Inga underarter finns listade i Catalogue of Life.